# Liste der Kulturdenkmale in Hitzhusen
In der Liste der Kulturdenkmale in Hitzhusen sind alle Kulturdenkmale der schleswig-holsteinischen Gemeinde Hitzhusen (Kreis Segeberg) aufgelistet (Stand: 10. März 2025).

## Legende
In den Spalten befinden sich folgende Informationen:
- Objekt-ID: die Nummer des Kulturdenkmales
- Lage: die Adresse des Kulturdenkmales und die geographischen Koordinaten. Kartenansicht, um Koordinaten zu setzen. In der Kartenansicht sind Kulturdenkmale ohne Koordinaten mit einem roten Marker dargestellt und können in der Karte gesetzt werden. Kulturdenkmale ohne Bild sind mit einem blauen Marker gekennzeichnet, Kulturdenkmale mit Bild mit einem grünen Marker.
- Offizielle Bezeichnung: Bezeichnung des Kulturdenkmales
- Beschreibung: die Beschreibung des Kulturdenkmales
- Bild: ein Bild des Kulturdenkmales

## Bauliche Anlagen
| Objekt-ID | Lage                                   | Offizielle Bezeichnung | Beschreibung | Bild |
| --------- | -------------------------------------- | ---------------------- | --- | ---- |
| 31778     | Kattrepel (53° 55′ 26″ N, 9° 51′ 2″ O) | Ehrenmalanlage         | Ehrenmalanlage; 1896 bis nach 1945; Anlage mit drei Ehrenmalen für die Opfer der Kriege 1870/71, 1914–18, 1939–45, Friedenseiche und Einfassungsmauer aus Backstein mit Kette - Begründung: geschichtlich, städtebaulich - Schutzumfang: Ehrenmalanlage, Ehrenmal 1870/71, Ehrenmal 1914–18, Ehrenmal 1939–45, Friedenseiche, Einfassungsmauer aus Backstein mit Kette - Denkmaltyp: Bauliche Anlage | BW   |